# ロドリゴ・ピニェイロ・フェレイラ
ロドリゴ・ピニェイロ・フェレイラ（Rodrigo Pinheiro Ferreira，2002年8月28日 - ）は、ポルトガル・ギマランイス出身のサッカー選手。FCポルトB所属。ポジションは、ディフェンダー。

## クラブ歴
2019年8月11日、リーガプロのスポルティング・コヴィリャン戦でデビューを果たした。